# 黄椿木姜子
黄椿木姜子（学名：Litsea variabilis）为樟科木姜子属下的一个植物种。其种加词“variabilis”意为“变化的”。